# Joiosa
Joiosa (em francês: Joyeuse, "alegre", "festiva") é uma espada lendária que pertenceu a Carlos Magno, rei dos francos.

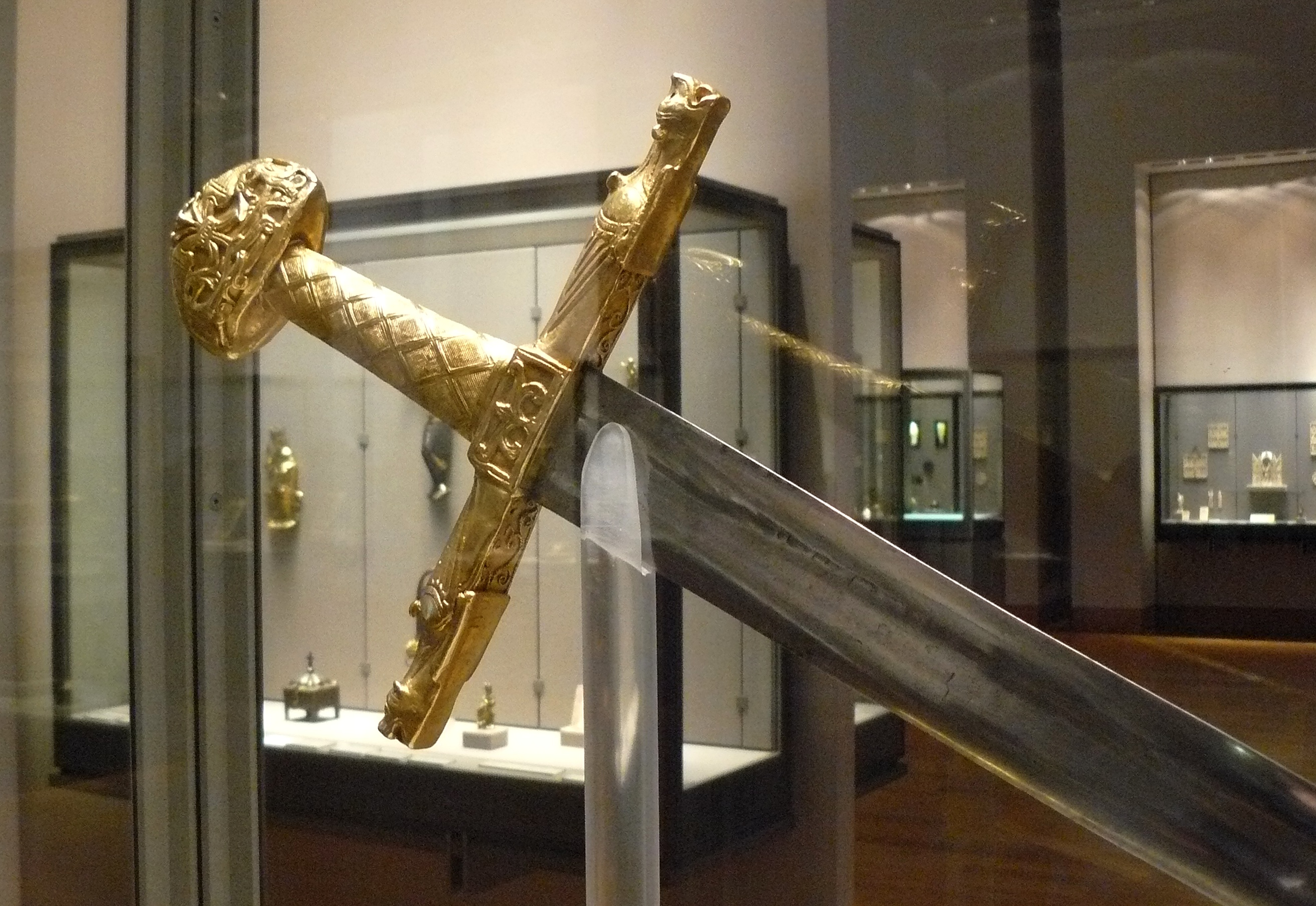
Joiosa em exibição no Museu do Louvre.

Durante a Idade Média, Carlos Magno e outros personagens de sua corte - como o conde Rolando - foram transformados em personagens de várias obras literárias conhecidas em seu conjunto como Matéria de França. Joiosa aparece como a espada pessoal de Carlos Magno nessas obras. N'A Canção de Rolando (século XII, estrofe CLXXXIII), diz-se que a espada muda de cor trinta vezes ao dia e que possui no punho um pedaço da Lança do destino, a arma que feriu Jesus Cristo na cruz.
Na França, "Joyeuse" também era o nome de uma espada utilizada na cerimônia de coroação dos reis. Esta espada, que provavelmente não é a original de Carlos Magno, simbolizava a continuidade entre o reino francês e o do grande imperador carolíngio. Atualmente encontra-se no Museu do Louvre em Paris.

## Galeria

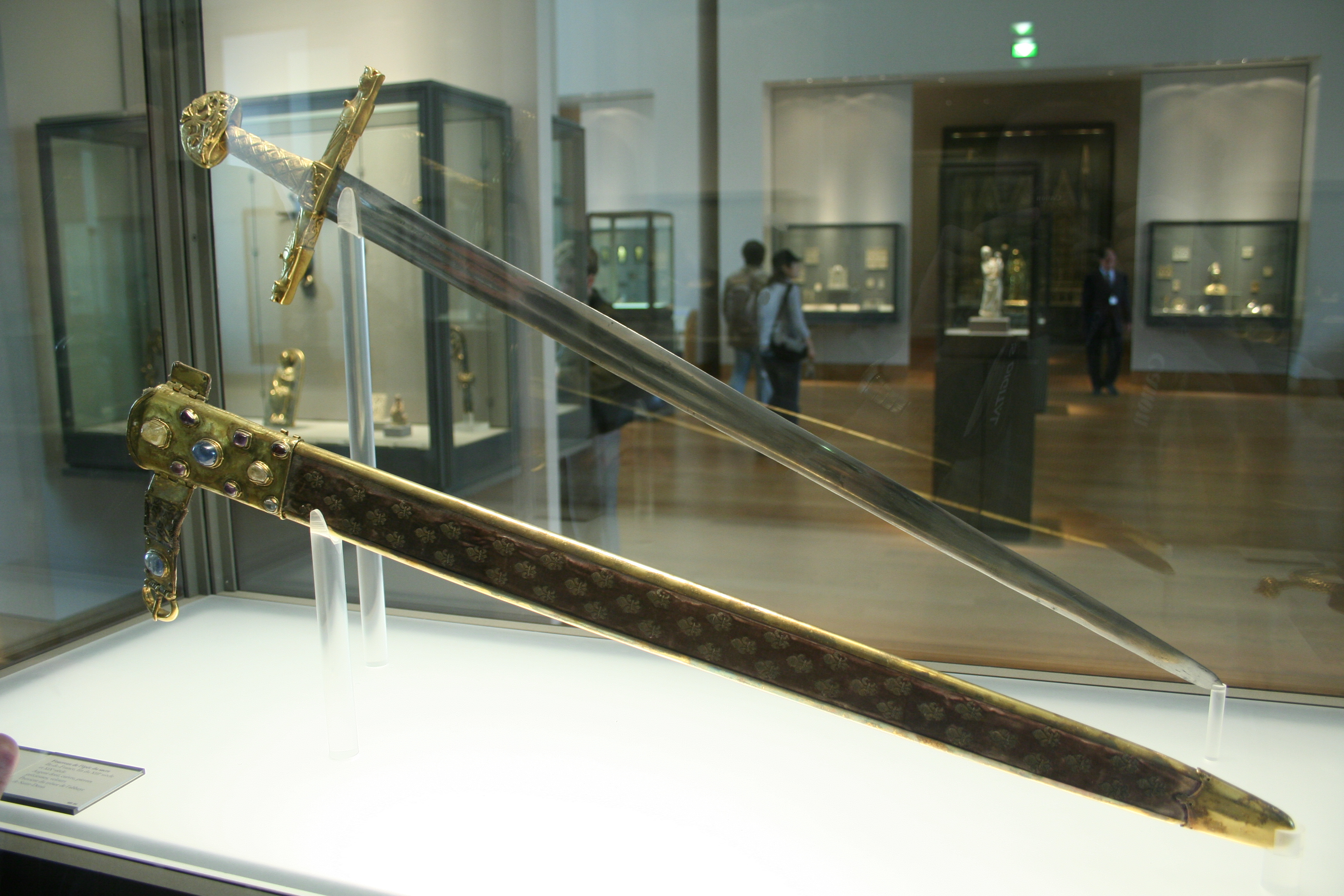
Joyeuse
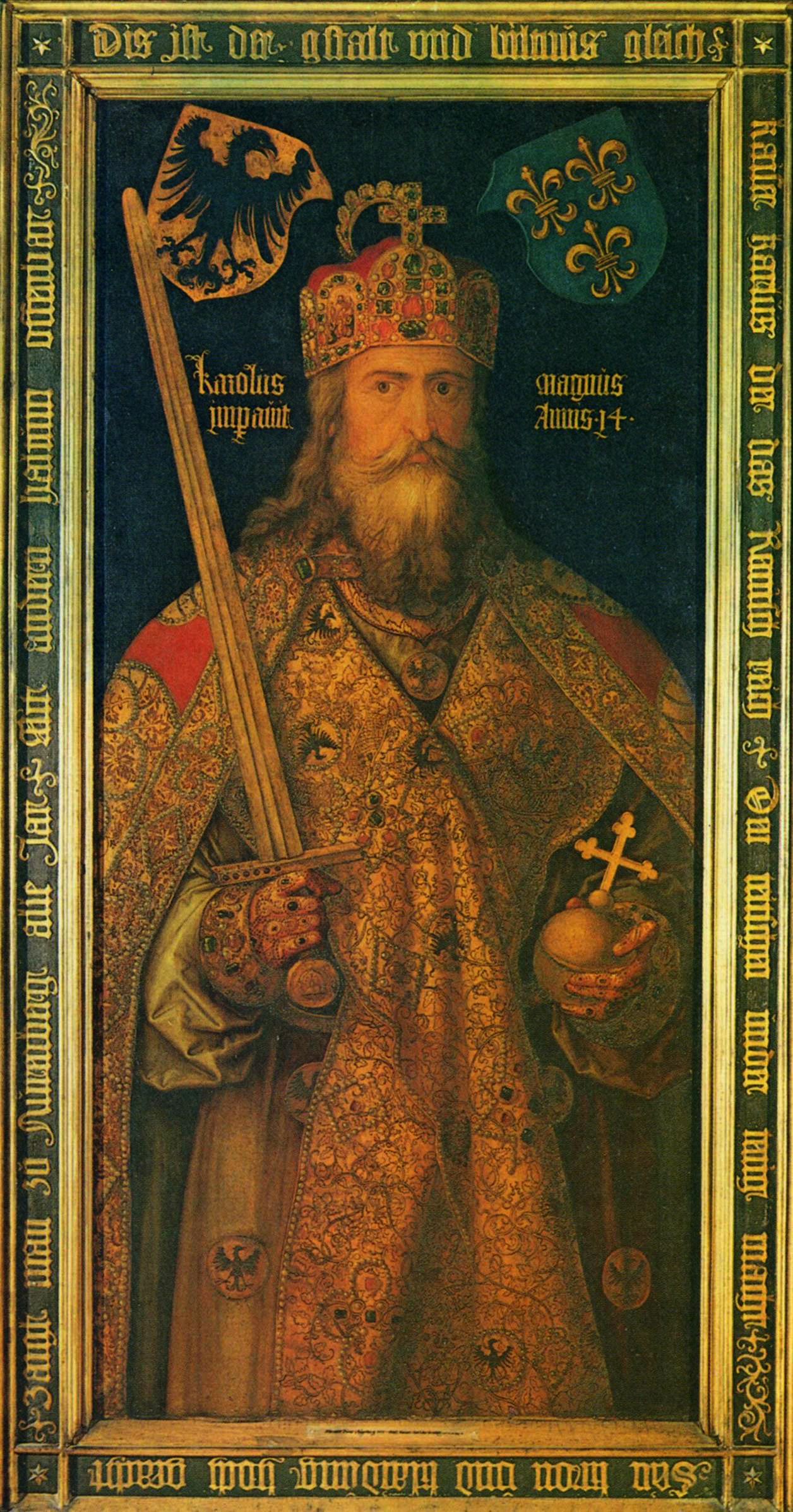
Carlos Magno